# Wightman Cup
A Wightman Cup foi uma competição de tênis anual para mulheres realizado entre 1923 e 1989, exceto durante a Segunda Guerra Mundial, apenas entre times dos Estados Unidos e Reino Unido.

## Results
Total vitórias:  Estados Unidos 51–10  Reino Unido
| Ano        | Local                                  | Campeã         | Placar |
| 1923       | Forest Hills, Nova York                | Estados Unidos | 7–0    |
| 1924       | Wimbledon, Inglaterra                  | Reino Unido    | 6–1    |
| 1925       | Forest Hills, Nova York                | Reino Unido    | 4–3    |
| 1926       | Wimbledon, Inglaterra                  | Estados Unidos | 4–3    |
| 1927       | Forest Hills, Nova York                | Estados Unidos | 5–2    |
| 1928       | Wimbledon, Inglaterra                  | Reino Unido    | 4–3    |
| 1929       | Forest Hills, Nova York                | Estados Unidos | 4–3    |
| 1930       | Wimbledon, Inglaterra                  | Reino Unido    | 4–3    |
| 1931       | Forest Hills, Nova York                | Estados Unidos | 5–2    |
| 1932       | Wimbledon, Inglaterra                  | Estados Unidos | 4–3    |
| 1933       | Forest Hills, Nova York                | Estados Unidos | 4–3    |
| 1934       | Wimbledon, Inglaterra                  | Estados Unidos | 5–2    |
| 1935       | Forest Hills, New York                 | Estados Unidos | 4–3    |
| 1936       | Wimbledon, Inglaterra                  | Estados Unidos | 4–3    |
| 1937       | Forest Hills, Nova York                | Estados Unidos | 6–1    |
| 1938       | Wimbledon, Inglaterra                  | Estados Unidos | 5–2    |
| 1939       | Forest Hills, Nova York                | Estados Unidos | 5–2    |
| 1940– 1945 | não aconteceu (Segunda Guerra Mundial) |                |        |
| 1946       | Wimbledon, Inglaterra                  | Estados Unidos | 7–0    |
| 1947       | Forest Hills, New York                 | Estados Unidos | 7–0    |
| 1948       | Wimbledon, Inglaterra                  | Estados Unidos | 6–1    |
| 1949       | Haverford                              | Estados Unidos | 7–0    |
| 1950       | Wimbledon, Inglaterra                  | Estados Unidos | 7–0    |
| 1951       | Chestnut Hill                          | Estados Unidos | 6–1    |
| 1952       | Wimbledon, Inglaterra                  | Estados Unidos | 7–0    |
| 1953       | Rye                                    | Estados Unidos | 7–0    |
| 1954       | Wimbledon, Inglaterra                  | Estados Unidos | 6–0    |
| 1955       | Rye                                    | Estados Unidos | 6–1    |
| 1956       | Wimbledon, Inglaterra                  | Estados Unidos | 5–2    |
| 1957       | Edgeworth                              | Estados Unidos | 6–1    |
| 1958       | Wimbledon, Inglaterra                  | Reino Unido    | 4–3    |
| 1959       | Edgeworth                              | Estados Unidos | 6–1    |
| 1960       | Wimbledon, Inglaterra                  | Reino Unido    | 4–3    |
| 1961       | Chicago, Illinois                      | Estados Unidos | 6–1    |
| 1962       | Wimbledon, Inglaterra                  | Estados Unidos | 4–3    |
| 1963       | Cleveland                              | Estados Unidos | 6–1    |
| 1964       | Wimbledon, Inglaterra                  | Estados Unidos | 5–2    |
| 1965       | Cleveland                              | Estados Unidos | 5–2    |
| 1966       | Wimbledon, Inglaterra                  | Estados Unidos | 4–3    |
| 1967       | Cleveland                              | Estados Unidos | 6–1    |
| 1968       | Wimbledon, Inglaterra                  | Reino Unido    | 4–3    |
| 1969       | Cleveland                              | Estados Unidos | 5–2    |
| 1970       | Wimbledon, Inglaterra                  | Estados Unidos | 4–3    |
| 1971       | Cleveland                              | Estados Unidos | 4–3    |
| 1972       | Wimbledon, Inglaterra                  | Estados Unidos | 5–2    |
| 1973       | Brooklin                               | Estados Unidos | 5–2    |
| 1974       | Queensferry                            | Reino Unido    | 6–1    |
| 1975       | Cleveland                              | Reino Unido    | 5–2    |
| 1976       | Crystal Palace, Londres, Inglaterra    | Estados Unidos | 5–2    |
| 1977       | Oakland                                | Estados Unidos | 7–0    |
| 1978       | Royal Albert Hall, Londres, Inglaterra | Reino Unido    | 4–3    |
| 1979       | West Palm Beach                        | Estados Unidos | 7–0    |
| 1980       | Royal Albert Hall, Londres, Inglaterra | Estados Unidos | 5–2    |
| 1981       | Chicago                                | Estados Unidos | 7–0    |
| 1982       | Royal Albert Hall, Londres, Inglaterra | Estados Unidos | 6–1    |
| 1983       | Williamsburg                           | Estados Unidos | 6–1    |
| 1984       | Royal Albert Hall, Londres, Inglaterra | Estados Unidos | 5–2    |
| 1985       | Williamsburg                           | Estados Unidos | 7–0    |
| 1986       | Royal Albert Hall, Londres, Inglaterra | Estados Unidos | 7–0    |
| 1987       | Williamsburg                           | Estados Unidos | 5–2    |
| 1988       | Royal Albert Hall, Londres, Inglaterra | Estados Unidos | 7–0    |
| 1989       | Williamsburg                           | Estados Unidos | 7–0    |